# Опеченский Рядок
Опе́ченский Рядо́к — деревня в Боровичском районе Новгородской области, относится к Опеченскому сельскому поселению.
Опеченский Рядок находится на левом берегу реки Мсты, к юго-востоку от Боровичей. На противоположном берегу Мсты — село Опеченский Посад — административный центр сельского поселения.

## История
Изначально, пороговые лоцманы и рулевые на потеси барок, обслуживающие Вышневолоцкую систему селились в этом месте, где начинались Боровицкие пороги и они садились на барки для их прохождения. Поселение на обеих берегах Мсты называлось до 1824 года Опеченский Рядок. После этого года правобережное поселение получило статус Опеченского Посада. 

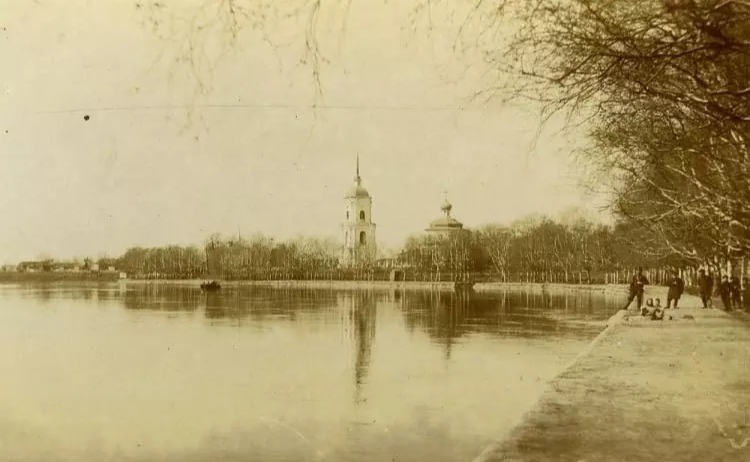
Вид на другой берег Мсты: Опеченский посад. Каменная набережная и церковь Успения.

В Боровичском уезде Новгородской губернии деревня Опеченский Рядок относилась к Великопорожской волости.

Старинная карта Боровицких порогов от Опеченского Посада до села Ровно. 1820-1824 гг.

## Достопримечательности
- Церковь во имя Нила Столобенского[2]
- Природоохранная зона «Горная Мста», по течению Мсты до Ёглы, здесь расположены самые крупные пороги на Мсте[3].

## Известные уроженцы
- Душечкин, Александр Иванович (1874—1956) — учёный в области агрохимии и физиологии растений, академик АН УССР (с 1945), заслуженный деятель науки УССР (с 1949).
- Назаров Иван Петрович (1918 - 1941) - советский лётчик. Герой обороны Ростова.

"... 29–30 ноября воздушная разведка и штурмовые атаки велись сборными парами самолетов — одним «мигом» от 55-го и одним «лаггом» от 170-го авиаполков. В составе 20-й смешанной авиадивизии начал боевые действия 446-й истребительный авиаполк, это позволило усилить удары по наземному врагу. Лучшими разведчиками в этой операции показали себя: старший лейтенант Павел Крюков, младший лейтенант Валентин Фигичев, старший лейтенант Александр Покрышкин, лейтенант Иван Назаров. За отличное выполнение заданий командования по воздушной разведке летный состав полка получил благодарность от Военного совета 9-й армии. ... 10 декабря полк потерял ещё одного летчика — при перегоне самолёта с аэродрома Новозолотовская на аэродром Рудник имени Артема потерпел катастрофу Иван Назаров. В 1938 году после окончания летного училища мы расстались и разъехались в разные стороны, но фронтовые дороги опять свели нас в сентябре 1941 года. Иван уже был в звании лейтенанта, успел побывать на фронте, повстречаться в воздушных боях с «мессерами» и «юнкерсами».
Лейтенант Назаров Иван Петрович родился в 1918 году в деревне Опеченский Рядок, Опеченского района Ленинградской области. В Красной Армии с 1938 года, в этом же году окончил военное училище. В полк прибыл на должность младшего летчика и сразу же принял активное участие в боях. Особо отличился в Ростовской наступательной операции наземных войск, где выполнял боевые задания на воздушную разведку войск противника в сложных метеоусловиях, доставлял важные разведывательные сведения о противнике, совершил в полку за короткое время около 30 боевых вылетов, в воздушных боях сбил два вражеских истребителя. Личный состав, проводив боевого летчика в последний путь, похоронил его на кладбище города Шахты со всеми воинскими почестями".
В. Карпович: На «Ишаках» и «МиГах»! 16-й гвардейский в начале войны.